# 다이아몬드 프린세스의 코로나19 범유행
다이아몬드 프린세스는 영국-미국 합작회사인 카니발 코퍼레이션 산하 프린세스 크루즈가 운영하는 유람선으로, 최대 2,670명의 승객과 1,100의 승무원이 탑승할 수 있다. 신종 코로나바이러스의 감염 사례는 2020년 2월이다. 2월 13일 기준으로, 218명이 감염된 것으로 진단되었다.

## 항해
| 날짜     | 기항지          | 참고 사항               |
| -------- | --------------- | ----------------------- |
| 1월 20일 | 일본 요코하마시 | 홍콩 80세 남성 탑승     |
| 1월 22일 | 일본 가고시마시 |                         |
| 1월 25일 | 홍콩            | 홍콩 80세 남성 하선     |
| 1월 27일 | 베트남 쩐머이   |                         |
| 1월 28일 | 베트남 까이런   |                         |
| 1월 31일 | 대만 지룽시     |                         |
| 2월 1일  | 일본 나하시     | 홍콩에서 80세 남성 진단 |
| 2월 4일  | 일본 요코하마시 |                         |

## 경과
| 후생노동성에서 발표한 선내의 감염자 수 | 후생노동성에서 발표한 선내의 감염자 수 | 후생노동성에서 발표한 선내의 감염자 수 | 후생노동성에서 발표한 선내의 감염자 수 | 후생노동성에서 발표한 선내의 감염자 수 |
| -------------------------------------- | -------------------------------------- | -------------------------------------- | -------------------------------------- | -------------------------------------- |
|                                        |                                        |                                        |                                        |                                        |
| 2020-02-05                             | 2020-02-05                             |                                        | 10                                     | 10                                     |
| 2020-02-06                             | 2020-02-06                             |                                        | 20                                     | 20                                     |
| 2020-02-07                             | 2020-02-07                             |                                        | 61                                     | 61                                     |
| 2020-02-08                             | 2020-02-08                             |                                        | 64                                     | 64                                     |
| 2020-02-09                             | 2020-02-09                             |                                        | 70                                     | 70                                     |
| 2020-02-10                             | 2020-02-10                             |                                        | 135                                    | 135                                    |
| 2020-02-11                             | 2020-02-11                             |                                        | 135                                    | 135                                    |
| 2020-02-12                             | 2020-02-12                             |                                        | 174                                    | 174                                    |
| 2020-02-13                             | 2020-02-13                             |                                        | 218                                    | 218                                    |
| 2020-02-14                             | 2020-02-14                             |                                        | 218                                    | 218                                    |
| 2020-02-15                             | 2020-02-15                             |                                        | 285                                    | 285                                    |
| 2020-02-16                             | 2020-02-16                             |                                        | 355                                    | 355                                    |
| 2020-02-17                             | 2020-02-17                             |                                        | 454                                    | 454                                    |
| 2020-02-18                             | 2020-02-18                             |                                        | 542                                    | 542                                    |
| 2020-02-19                             | 2020-02-19                             |                                        | 621                                    | 621                                    |
| 2020-02-20                             | 2020-02-20                             |                                        | 634                                    | 634                                    |
| 2020-02-23                             | 2020-02-23                             |                                        | 691                                    | 691                                    |
| 2020-02-26                             | 2020-02-26                             |                                        | 705                                    | 705                                    |
| 2020-03-02                             | 2020-03-02                             |                                        | 706                                    | 706                                    |
| 2020-03-04                             | 2020-03-04                             |                                        | 696                                    | 696                                    |
| 2020-03-15                             | 2020-03-15                             |                                        | 712                                    | 712                                    |

2월 3일, 홍콩에서 감염이 확인된 80세 남성이 탄 유람선 다이아몬드 프린세스(당시 승객과 승무원 등 전체 승선자 3711명)에 몇 명의 승객이 증상이 있었기 때문에 승객과 승무원 전원은 요코하마항에 다이코쿠 부두 앞바다에서 검역을 받았다. 해당 유람선은 1일 나하항에서 이미 검역을 받았다.
2월 5일, 선내에서 10명의 감염자가 확인된 전원은 가나가와현 내의 의료기관에 후송됐다.
2월 6일, 선내에서 새로 10명의 감염자가 확인되었다.
2월 7일, 선내에서 새로 41명의 감염이 확인되었다.
2월 8일, 선내에서 새로 3명의 감염이 확인되었다. 이에 따라 선내에서의 감염자 수는 64명이 되었다.
2월 9일, 선내에서 새로 검사 결과가 나온 57명 중 6명의 감염이 확인되었다. 이에 따라 선내에서의 감염자 수는 70명이다.
2월 10일, 선내에서 새로 검사 결과가 나온 103명 중 65명의 감염이 확인되었다. 이에 따라 선내에서의 감염자 수는 135명이 되었다.
2월 12일, 선내에서 새로 검사 결과가 나온 53명 중 39명의 감염이 확인되었다. 이에 따라 선내에서의 감염자 수는 174명이 되었다. 또한 검역을 했던 검역관의 남성 1명이 선내에서 감염된 것으로 추측된다.
2월 13일, 후생노동성은 창문이 없는 방, 질환 등이 있는 노인의 PCR 검사를 실시하여, 음성으로 확인된 사람 중 희망하는 사람은 하선하여 정부가 제공하는 숙박 시설에서 생활할 방침을 발표했다.
2월 15일, 선내에서 새로 검사 결과가 나온 217명 중 67명의 감염이 확인되었다.
2월 16일, 선내에서 새로 검사 결과가 나온 289명 중 70명의 감염이 확인되었다. 그 중 38명은 무증상 병원체 보유자이다.

## 같이 보기
- 코로나19의 유람선 감염

### 내용주
1. ↑  중복 계산 수정